# Энтони (остров)
Остров Энтони (англ. Anthony Island) — небольшой остров в западной части островов Королевы Шарлотты, Британская Колумбия, Канада.
Главной достопримечательностью острова является деревня Нинстинц индейского племени Хайда, покинутая в конце XIX века. Деревня предоставляет возможность познакомиться с жизнью индейских рыбаков и охотников, живших на северном побережье Тихого океана. Остатки жилых домов, вместе с резными погребальными и памятными столбами (32 тотема), демонстрируют искусство и образ жизни жителей острова. Объект создаёт представление о бытовой культуре этих людей, об их отношениях с окружающей природой. Включён в Список всемирного наследия в Канаде в 1981 году.